# Harry Reuter
Harry Reuter   (Berlín, 21 de novembre de 1921 - Cambridge, 20 d'abril de 1992), qui signava les seves obres com G.E.H. Reuter, va ser un matemàtic britànic d'origen alemany.

## Vida i obra
Reuter va néixer a Berlín, fill d'un conegut polític, primer comunista i després socialdemòcrata, que era diputat al Reichstag i, posteriorment, alcalde de Marburg fins al 1933. El seu pare va ser molt conegut després de la Segona Guerra Mundial per haver estat alcalde de Berlín Occidental (1948-1953) durant la Guerra Freda. La família va patir la persecució política dels nazis i el seu pare va arribar a estar internat al camp de concentració de Dachau. Els seus pares s'havien divorciat el 1925 i, mentre ell va quedar sota custòdia del seu pare, la seva germana, Hella, ho va fer de la seva mare. El seu pare es va exiliar, primer a Anglaterra i després a Turquia, però el 1935 va aconseguir endur-se el seu fill a Cambridge, on va quedar sota custòdia de John Charles Burkill i de la seva esposa, qui van ser els seus pares adoptius.
El 1938 va obtenir la nacionalitat britànica i va ingressar al Trinity College (Cambridge) en el qual es va graduar en matemàtiques el 1941. Aquesta any, en plena Segona Guerra Mundial, va ser mobilitzat com oficial científic de l'Almirallat Britànic i, en acabar la guerra el 1945, va ser destinat a Alemanya on, juntament amb John Todd, va tenir un paper clau per salvar l'Institut de Recerca Matemàtica d'Oberwolfach que l'exèrcit francès volia convertir en caserna.
Acabat el seu servei militar, va retornar a la universitat de Cambridge per continuar els seus estudis d'anàlisi matemàtica amb Frank Smithies, però el 1946 va ser contractat per la universitat de Manchester en la qual es va començar a interessar per la teoria dels processos de Markov a partir de 1952, tema pel que és més conegut. El 1959 va passar a la universitat de Durham on es va especialitzar definitivament en teoria de la probabilitat, col·laborant estretament amb David George Kendall en el Grup d'Anàlisi Estocàstica.
El 1965 va obtenir la càtedra de matemàtiques pures de l'Imperial College London on va romandre fins a la seva jubilació el 1983, quan es va retirar a viure a Cambridge, on va patir estoicament una malaltia progressiva de la qual va morir el 1992.
Reuter va publicar dos llibres, un sobre equacions diferencials (1958) i un altre sobre probabilitat (1983), i una trentena d'articles científics. Entre els seus primers treballs d'anàlisi matemàtica, destaquen els seus teoremes sobre l'equació diferencial de segon ordre {\displaystyle {\ddot {x}}+kf(x){\dot {x}}+g(x)=kp(t)} proposada per Mary Cartwright. I en teoria de la probabilitat destaquen els seus treballs sobre cadenes de Markov.